# Cerro Rabón
El cerro Rabón, con una altura de 1228 m, es una montaña que forma parte de la Sierra Madre Oriental. Se sitúa en los municipios de San Felipe Jalapa de Díaz y de San José Tenango enclavado la Sierra Mazateca del estado de Oaxaca, a 300 kilómetros al sureste del Distrito Federal.
Es parte importante de un sistema de montañas que se extiende entre las ciudades de Orizaba (Veracruz) y Oaxaca de Juárez.
Con una vegetación variada es un lugar emblemático para visitar.
- Datos: Q5645440
- Multimedia: Cerro rabón, Oaxaca / Q5645440